# Familia Batlle
La familia Batlle es una familia uruguaya que ha sido influyente en la vida política del país desde el siglo XIX. Asociada al Partido Colorado, da nombre a una de sus principales corrientes, el Batllismo.
Entre los siglos XIX y XXI, cuatro integrantes de la familia Batlle han ocupado la presidencia de la República, además de diferentes cargos políticos.

## Historia
La familia Batlle se originó en la localidad de Sitges, Cataluña, España. La rama familiar en Uruguay desciende del matrimonio de Josep Batlle i Carreó y Gertrudis Grau i Font, quienes llegaron a Montevideo en 1800, y se dedicaron al comercio de harina y trigo. Durante las luchas de emancipación del Virreinato del Río de la Plata, los Batlle formaron parte de los voluntarios Tercio de Miñones  –como leales a la Corona española– durante las invasiones inglesas.

## Árbol genealógico
| Familia Batlle |
| - - Josep Batlle i Carreó (1773-1854), comerciante - Lorenzo Batlle y Grau (1810-1887), presidente de la República - José Batlle y Ordoñez (1856-1929), presidente de la República - César Batlle Pacheco (1885-1966), diputado y senador - Rafael Batlle Pacheco (1887-1960), periodista - Matilde Amalia Batlle Cherviere - Ana Matilde Camou Batlle - Carlos Rafael Camou Batlle - María Antonia Batlle Cherviere - Jorge César Franzini Batlle - José Pablo Franzini Batlle - Luis Rafael Franzini Batlle - Rafael Antonio Franzini Batlle - José Lorenzo Batlle Cherviere - Amalia Ana Batlle Pacheco (1892-1894) - Ana Amalia Batlle Pacheco (1894-1913) - Lorenzo Batlle Pacheco (1897-1954), diputado y senador - Luis Batlle y Ordóñez (1861-1908) - Luis Batlle Berres (1897-1964), vicepresidente de la Repúbica, presidente de la República, diputado y consejero de Gobierno - Jorge Batlle Ibáñez (1927-2016), presidente de la República, diputado y senador - Raúl Lorenzo Batlle Lamuraglia, senador - Lorenzo Batlle Morador - Gerónimo Batlle Morador - Beatriz Batlle Lamuraglia - Nicolás - María Paz - Luis César Batlle Ibáñez (1930-2016), pianista - Priscilla Batlle - Carolina Ache Batlle (n. 1980), viceministra de relaciones exteriores - Lorenzo Romay Ache - Manuel Romay Ache - Matilde Linda Batlle Ibáñez (n. 1932) - Matilde Armand Ugon Batlle - Olga Armand Ugon Batlle - Cecilia Armand Ugon Batlle |